# San Giovanni Evangelista (Domenichino)
San Giovanni Evangelista è un dipinto del pittore bolognese barocco Domenichino realizzato circa nel 1620 - 1629 circa. Nel 2014 fu esposto nella National Gallery di Londra nel Regno Unito, in prestito ad una collezione privata.

## Storia
Si pensa che il dipinto sia stato commissionato da Benedetto (1554-1621) o da suo fratello Vincenzo Giustiniani (1564-1637) poiché compare nell'inventario Giustinian del 1638 . Sono inclusi anche dipinti dei Santi Matteo, Marco e Luca (rispettivamente di Nicolas Régnier, Francesco Albani e Guido Reni), tutti dichiarati della stessa dimensione del San Giovanni. È stato suggerito quindi che i quattro dipinti fossero originariamente intesi come una serie. 
Nonostante la prestigiosa commissione, la data di esecuzione del dipinto rimane poco chiara. Richard E. Spear, autore di numerose pubblicazioni sulla pittura italiana del XVII secolo e uno dei massimi studiosi della vita e dell'opera del Domenichino, pubblicò l'opera intorno al 1627-1629. Ciò è dovuto a somiglianze stilistiche con opere del genere del San Giovanni di Sant'Andrea della Valle. Una teoria alternativa, avanzata nell'analisi di Squarzina dell'inventario Giustiniani del 1938, ipotizza che l'opera possa essere antecedente al 1621. Altre hanno concluso date tra il 1624 e il 1628. 
Il dipinto discese per via dell'erede di Vincenzo Giustiniani al principe Benedetto Giustiniani, nel cui inventario postumo del 1793 compare, poi ad Andrea Giustiniani, che nel 1804 rifiutò per esso un'offerta di acquisto di 6.500 scudi. Andrea lo fece poi portare a Parigi, probabilmente prima del 1806, dove lo vendette ad Alexis Delahante . Delahante e W. Harris lo vendettero quindi a Richard Hart Davis e fu poi venduto intorno al 1813 con il resto della collezione di Davis a Philip John Miles. Ereditato prima da suo figlio, William Miles, poi da suo nipote Philip Miles , il quadro fu conservato a Leigh Court dove, insieme ad altri nella vasta collezione della famiglia, poteva essere visionato su richiesta. L'impatto delLa lunga depressione e una crisi agricola che deprimevano i prezzi delle fattorie a causa delle importazioni a basso costo dall'estero, tuttavia, attaccarono contemporaneamente le fonti di reddito di questa famiglia di proprietari terrieri e bancari e indussero Sir Philip a cercare di vendere nel 1884 da Christie's, dove parte della collezione fu tra le prime a essere venduto secondo i termini del Settled Lands Act di Gladstone. Tuttavia, Domenichino e i suoi contemporanei erano ormai passati di moda con i compratori britannici e il San Giovanni Evangelista rimase invenduto.
Fu poi nuovamente messo all'asta da Christie's nel 1899 alla morte di Cecil Miles, III baronetto che era il pronipote di Philip John Miles - questa volta fu acquistato a 100 ghinee e successivamente venduto per 70 ghinee a M. Colnaghi, in qualità di agente per Augustus Langham Christie di Tapeley Park, Devonshire e Glyndebourne, East Sussex, parte della famiglia Christie. Il dipinto è passato attraverso quella famiglia (in seguito guidata da John Christie e nota per il loro legame con la Glyndebourne Festival Opera) per più di un secolo fino a quando non è stata venduta all'asta a Londra nel dicembre 2009 a un acquirente americano per 9,2 milioni di sterline. Tuttavia, è stato poi oggetto di una barra di esportazione mantenerlo nel Regno Unito a causa della sua storia di proprietà nel paese. Le gallerie britanniche non furono in grado di raccogliere abbastanza soldi per acquistarlo (la National Gallery  e la National Galleries of Scotland erano già impegnate in un costoso affare per acquistare Diana e Atteone e Diana e Callisto, entrambi di Tiziano), ma un altro collezionista anonimo fu autorizzato ad acquisire esso a condizione che sia esposto al pubblico per tre mesi all'anno. Lo ha poi prestato alla National Gallery di Londra da maggio 2010 ad agosto 2011, dove era stato precedentemente esposto dal 1992 al 1994. 

## Descrizione
San Giovanni Evangelista è raffigurato giovane accompagnato dal suo simbolo tradizionale l'aquila e due putti. Il suo sguardo è rivolto in alto verso Dio mentre riceve l'ispirazione per il suo vangelo, enfatizzato dalla forte luce chiaroscurale che scende su di lui. Questo era tipico dello stile dell'artista, continuando alla maniera di Raffaello e del suo stesso maestro Annibale Carracci.
Si dice che la composizione sia stata ispirata dalla scultura classica, con alcuni commentatori che indicavano specificamente Laocoonte e i suoi figli. Ciò è evidente anche nelle altre grandi trattazioni del soggetto da parte del Domenichino come la Madonna col Bambino tra i Santi Giovanni Evangelista e Petronio e il pennacchio nella Basilica di Sant'Andrea della Valle. Il dipinto include anche un esempio della pittura di paesaggio dell'artista, un aspetto del suo lavoro che è stato particolarmente influente su artisti del calibro di Claude Lorrain e Nicolas Poussin. Questo elemento dell'opera era originariamente più compresso nella sezione destra della tela, l'architettura aveva la precedenza. Il Domenichino, tuttavia, riconsiderò questo schema e dipinse sulla parete un'estensione del paesaggio. Altre alterazioni sono visibili anche nei libri, nella mano del putto destro e nella collina più ampia del paesaggio.